# Сучасне мистецтво

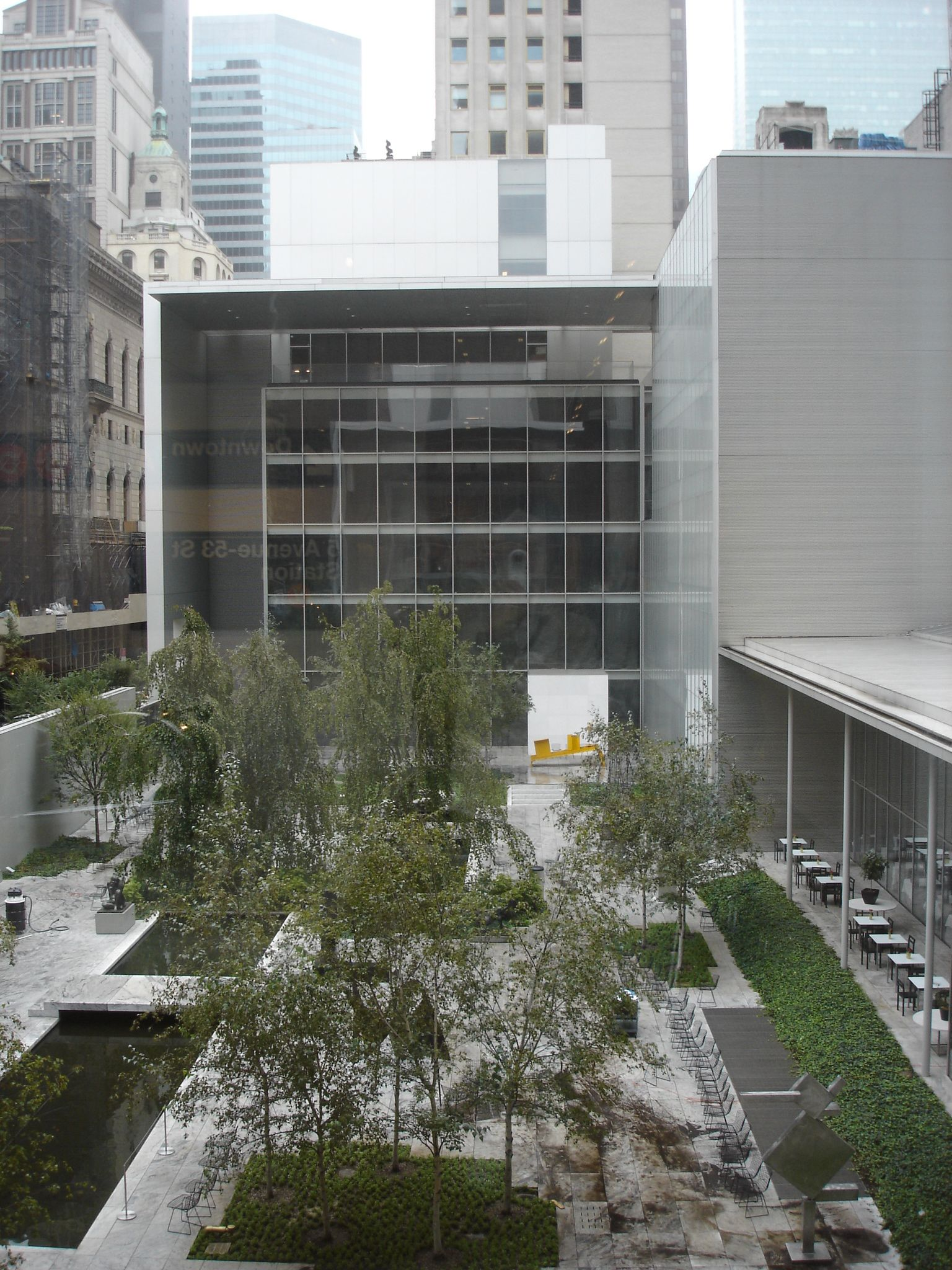
Музей сучасного мистецтва в Нью-Йорку

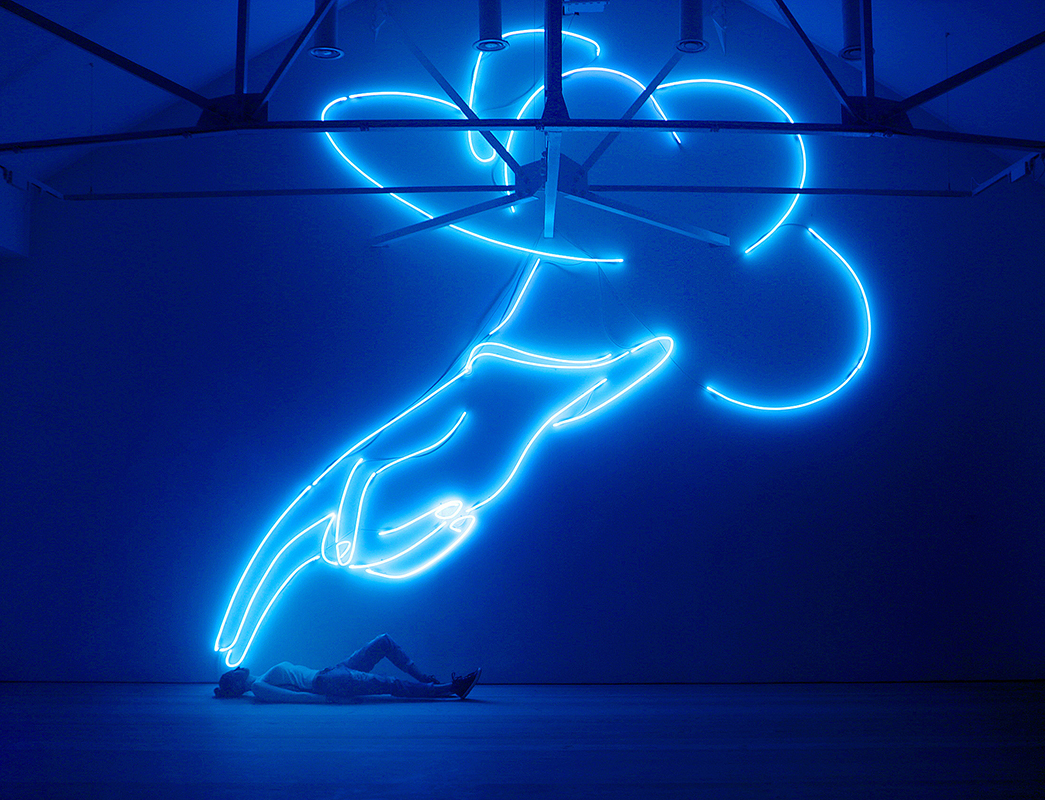
Інсталяція Степана Рябченка «Рука, що благословляє» в Saatchi Gallery

Суча́сне мисте́цтво (англ. Contemporary art) — мистецтво, що твориться в теперішній момент, або сукупність мистецьких напрямів, течій і практик, що виникли у другій половині XX століття — модернізму і постмодернізму. У роботах сучасних митців і мисткинь концептуальна ідея превалює над формою, технікою, засобами вираження.

## Хронологічні рамки
Часові рамки сучасного мистецтва формулюються по-різному. Наприклад британський критик Майкл Арчер розпочинає хронологію сучасного мистецтва з 1960-х років, тоді як портал arthistory.about.com [Архівовано 6 січня 2011 у Wayback Machine.] пропонує розгляд сучасного мистецтва починаючи з 1970-х років. У стосунку до національних культур, початок «сучасності» виявляє ще більшу розбіжність хронологій, наприклад художній музей Університету Кентукі пропонує хронологію сучасного американського мистецтва від 1905 року, в той же час українське сучасне мистецтво згідно з думкою мистецтвознавця Олександра Соловйова виникло в епоху перебудови. На думку мистецтвознавиці Олени Голуб сучасне мистецтво в Україні розвивалося раніше (1960—1980), в опозиції до радянського офіціального мистецтва, в умовах андеграунду, який, за Вишеславським  надалі трансформувався до мейнстріму, сукупності яскравих проявів постмодернізму.
Питання «сучасності» мистецтва природно змінюються з плином часу. Наприклад, польський мистецтвознавець Мечислав Порембський у книзі «Границя сучасності» 1965 року видання знаходить витоки сучасного його епосі мистецтва у творчості дадаїстів початку XX століття і відштовхується від переважання принципу мистецтво для мистецтва, унезалежнення мистецтва від ринкової кон'юнктури, пошуку новітніх, невідомих раніше форм художнього вираження. Натомість наприкінці XX століття у філософії мистецтва з'являється протиставлення постмодерного мистецтва модерному, одним із важливих моментів якого стало заперечення елітності мистецтва та переважання принципу співіснування різних форм мистецтва. Оскільки початком постмодерної епохи зазвичай вважають 1960-ті — 1970-ті роки, часові рамки початку «сучасного мистецтва» відповідно були перенесені на ці десятиліття.

## Естетика
На межі 1960-70-х років художні шукання того часу можна охарактеризувати як пошук альтернатив модернізму. Це виразилося в пошуку нових образів, нових засобів і матеріалів вираження, аж до дематеріалізації об'єкта (перформанси та хепенінг). Багато художників пішли слідом за французькими філософами і запропонували термін «постмодернізм». Можна сказати, що відбувся зсув від об'єкта до процесу.
Найпомітнішими явищами рубежу 1960-х і 1970-х можна назвати розвиток концептуального мистецтва і мінімалізму. У 70-х помітно посилилася соціальна спрямованість артпроцесу як з точки зору змісту (тим, підіймався у творчості художниками), так і складу: найпомітнішим явищем середини 70-х став фемінізм у мистецтві, а також наростання активності етнічних меншин (1980-і) і соціальних груп.
Кінець 70-х і 80-ті роки характеризуються «втомою» від концептуального мистецтва і мінімалізму і поверненням інтересу до зображальності, кольором і фігуративності (розквіт таких рухів як «Нові дикі»). На середину 80-х припадає час підйому рухів, активно використовуються образи масової культури — кемпізм, мистецтво іст-Віллідж, набирає сили нео-поп. До цього ж часу відноситься розквіт фотографії в мистецтві — все більше художників починають звертатися до неї як до засобу художнього вираження. Великий вплив зробив на мистецтво розвиток технологій, зокрема вдосконалення відео та аудіо у 60-х роках, а також поява комп'ютерів і мережі інтернет в 1990-х.
Початок 2000-х років відзначений розчаруванням у можливостях технічних засобів для художніх практик. При цьому конструктивних філософських виправдань сучасному мистецтву 21 століття поки не з'явилося. Деякі художники 2000-х вважають, що «сучасне мистецтво» стає інструментом влади «постдемократичного» суспільства.
На сучасному етапі розвитку цивілізації, мистецтво не може бути визначеним вичерпним формулюванням. Сучасне мистецтво тяжіє до відсутності естетичних та технічних обмежень у художньому вираженні. З'явились такі нові прийоми, як колаж, фотомонтаж, інсталяція, перформанс, хепенінг, які варіюють в змішаних комбінаціях на сучасних виставках, як, наприклад, «Матрікс» і «Агора Дігіталіс»  УАЕМ або  фестивалях Венеційська бієнале, documenta .
Значно ускладнюється і класифікація мистецтва за жанрами і стилями, ряд критиків та істориків мистецтва сходяться, що сучасне мистецтво характерне тим, що жодної категорії в ньому не існує.

## Напрямки
Серед напрямків, що з'явилися в другій половині XX століття і відтак можна умовно назвати сучасними, є такі:
| \| - Абстрактний експресіонізм - Гепенінг - Живопис жорстких контурів - Живопис кольорового поля - Кінетичне мистецтво - Комп'ютерне мистецтво - Концептуальне мистецтво \| - Лентикулярний друк - Лірична абстракція - Мінімалізм - Неодадаїзм - Новий реалізм - Оп-арт - Перформанс - Поп-арт - Постмінімалізм - Флуксус \| | - Арте повера - ASCII-графіка - Боді-арт - Голографія - Енвайронмент - Книга художника - Артфемінізм - Лендарт - Мейл-арт - Фотореалізм - Відео-арт - Pattern and Decoration | - Апропріація - Відео-інсталяція - Вільна фігуративність - Графіті - Демосцена - Культурне глушіння - Неоконцептуалізм - Неоекспресіонізм - Саунд-арт - Трансавангард - Фрактальна графіка | - Біо-арт - Боді-арт - Вебарт - Гіперреалізм - Cynical Realism - Комп'ютерне мистецтво - Массюрреалізм - Максималізм - Медіа-мистецтво - Молоді британські митці | - Віджей-арт - Живопис і поезія - Медитативний живопис - Метамодернізм - Мистецтво стосунків - Стакізм - Стрит-арт - Суперплощина |
| - Абстрактний експресіонізм - Гепенінг - Живопис жорстких контурів - Живопис кольорового поля - Кінетичне мистецтво - Комп'ютерне мистецтво - Концептуальне мистецтво | - Лентикулярний друк - Лірична абстракція - Мінімалізм - Неодадаїзм - Новий реалізм - Оп-арт - Перформанс - Поп-арт - Постмінімалізм - Флуксус                               | | | |

## В Україні
В українському правовому полі сучасне мистецтво визначається як сукупність сформованих у другій половині ХХ століття художніх засобів та форм, в яких основна увага приділяється концептуальному вираженню проблематики взаємовідносин особистості та суспільства, що виражаються переважно у медіа-мистецтві (відео-арт, медіа-інсталяція, медіа-перформанс тощо), яке створюється та висвітлюється за допомогою сучасних інформаційно-комунікаційних технологій (відео-, комп'ютерні, мультимедійні тощо), а також у традиційних видах мистецтва (скульптура, живопис, графіка тощо).
В Україні над розвитком сфери сучасного мистецтва працює декілька великих державних і приватних інституцій, зокрема, Музей сучасного українського мистецтва Корсаків, Мистецький Арсенал, Національний художній музей України, PinchukArtCentre, Львівський муніціпальний мистецький центр, ЄрміловЦентр, Фонд Ізоляція. Теорію і практику сучасного мистецтва досліджує дослідницька платформа PinchukArtCentre, Інститут проблем сучасного мистецтва Національної академії мистецтв України.